# Gonatopsis makko
Gonatopsis makko är en bläckfiskart som beskrevs av Takashi A. Okutani och Kwanji Nemoto 1964. Gonatopsis makko ingår i släktet Gonatopsis och familjen Gonatidae. Inga underarter finns listade i Catalogue of Life.